# Sondagsriviervallei
Sondagsriviervallei (officieel Sondagsriviervallei Plaaslike Munisipaliteit) is een gemeente in het Zuid-Afrikaanse district Sarah Baartman.
Sondagsriviervallei ligt in de provincie Oost-Kaap en telt 54.504 inwoners.

## Hoofdplaatsen
Het nationaal instituut voor de statistiek, Stats SA, deelt sinds de census 2011 deze gemeente in in 9 zogenaamde hoofdplaatsen (main place):
Addo • Barsheba • Bontrug • Enon • Kirkwood • KwaZenzele • Nomathamasanqa • Paterson • Sundays River Valley NU.